# Ottessa Moshfegh
Ottessa Moshfegh (Boston, 20 maggio 1981) è una scrittrice e saggista statunitense.

## Biografia

### Gioventù
Ottessa Moshfegh nasce a Boston da Farhoud Moshfegh, nato ad Arak, in Iran, e Dubravka Šajfar Moshfegh, croata di Zagabria. Ha una sorella maggiore, Sarvenaz, ed un fratello minore, Darius, deceduto per overdose nel novembre del 2018. I suoi genitori sono separati ma non hanno mai divorziato.
Cresce a Newton, nel Massachusetts, e trascorre molto tempo della sua infanzia al New England Conservatory, presso il quale entrambi i genitori lavorano come insegnanti. Impara a leggere la musica prima delle parole ed inizia a suonare il pianoforte all'età di quattro anni. Continua intensamente lo studio del pianoforte, affiancato per un breve periodo a quello del clarinetto, fino all'adolescenza, quando, trasferitisi i suoi interessi verso la scrittura, decide di smettere.

### Studi e carriera
Nel 1999 inizia a frequentare il Barnard College, ottenendo un BA in Inglese nel 2002. Un anno dopo, stanca di insegnare in un istituto superiore cattolico nell'East Village di New York, decide di trasferirsi in Cina, nella città di Wuhan, con il suo ragazzo. Lì entrambi trovano lavoro come insegnanti di Inglese in un'università privata ed aprono un bar punk. La loro relazione però è destinata ad interrompersi e, sul finire dell'estate del 2005, Ottessa vende la sua quota del bar e ritorna negli Stati Uniti.
A New York inizia a lavorare prima presso la Overlook Press e poi come assistente di Jean Stein, scrittrice ed ex redattrice della rivista letteraria The Paris Review, diventando sua amica stretta e ricevendone incoraggiamenti riguardo alla sua carriera di scrittrice. Durante il suo primo anno di lavoro però contrae la malattia da graffio di gatto, i cui sintomi la costringono ad abbandonare il suo impiego.
Nella speranza di allontanarsi dall'ambiente newyorkese, Moshfegh invia la propria candidatura per un MFA presso la Brown University, venendo accettata. Durante questo periodo di studi, si concentra sulla stesura di racconti e sul suo progetto principale: McGlue. Nel 2011 termina gli studi alla Brown ottenendo un MFA in arti letterarie e nel biennio 2013-2015 prosegue il suo percorso accademico nell'ambito della scrittura creativa grazie ad una borsa di studio, la Stegner Fellowship, presso la Stanford University.
Tra il 2012 e il 2015 la rivista letteraria The Paris Review pubblica alcuni suoi racconti, due dei quali, Disgust e Bettering Myself, vengono premiati con il Plimpton Prize for Fiction.
Nel 2014 il suo romanzo breve McGlue viene pubblicato dalla Fence Books.
Il suo secondo romanzo Eileen, pubblicato dalla Penguin Press nell'agosto 2015 ed edito in Italia da Mondadori, viene premiato con il Premio PEN/Hemingway e rientra tra le opere finaliste del Booker Prize. Nello stesso anno il produttore Scott Rudin ne acquista i diritti cinematografici, affidandone l'adattamento alla sceneggiatrice Erin Cressida Wilson.
La sua prima raccolta di racconti, Nostalgia di un altro mondo (Homesick for Another World), viene pubblicata dalla Penguin Press nel gennaio 2017.
Il suo terzo romanzo My Year of Rest and Relaxation è stato pubblicato nel luglio 2018.
Il suo quarto romanzo Lapvona è uscito nel marzo 2023.

### Vita privata
Vive a Los Angeles e dal 2016 è sposata con lo scrittore Luke Goebel, conosciuto in occasione di un'intervista.
Nel luglio 2015 cancella il suo account Twitter e da allora non è presente su alcun social media.

## Opere

### Romanzi
- McGlue (2014); traduzione di Gioia Guerzoni, Feltrinelli, 2024, ISBN 9788807035760
- Eileen (2015); traduzione di Gioia Guerzoni, Mondadori, 2017 ISBN 978-88-04-66185-6
- Il mio anno di riposo e oblio (My Year of Rest and Relaxation, 2018); traduzione di Gioia Guerzoni, Feltrinelli, 2019, ISBN 978-88-07-03347-6
- La morte in mano (Death in Her Hands, 2020); traduzione di Gioia Guerzoni, Feltrinelli, 2020, ISBN 978-88-07-03388-9
- Lapvona (2022); traduzione di Silvia Rosa Sperti, Feltrinelli, 2023, ISBN 9788807035357

### Antologie di racconti
- Nostalgia di un altro mondo (Homesick for Another World, 2017); traduzione di Gioia Guerzoni, Feltrinelli, 2018 ISBN 8807032899

### Racconti
- Medicine, pubblicato su Vice, 1 dicembre, 2007
- Disgust, pubblicato su The Paris Review, No. 202, Fall 2012
- Bettering Myself, pubblicato su The Paris Review, No. 204, Spring 2013
- Malibu, pubblicato su Vice, 3 luglio, 2013
- The Weirdos, pubblicato su The Paris Review, No. 206, Fall 2013
- A Dark and Winding Road, pubblicato su The Paris Review, No. 207, Winter 2013
- No Place for Good People, pubblicato su The Paris Review, No. 209, Summer 2014
- Slumming, pubblicato su The Paris Review, No. 211, Winter 2014
- Nothing Ever Happens Here, pubblicato su Granta, 131, Spring 2015
- The Surrogate, pubblicato su Vice, 5 giugno, 2015
- Dancing in the Moonlight, pubblicato su The Paris Review, No. 214, Fall 2015
- The Beach Boy, pubblicato su The New Yorker, 4 gennaio, 2016
- The Locked Room, pubblicato su The Baffler, No. 30, marzo 2016
- An Honest Woman, pubblicato su The New Yorker, 24 ottobre, 2016
- Brom, pubblicato su Granta, 139, 2017

### Saggi
- Anything to Make You Happy, pubblicato su Lucky Peach, maggio 2015
- How to Shit, pubblicato su The Masters Review, ottobre 2015
- Coyotes, the Ultimate American Tricksters, pubblicato su The New Yorker, luglio 2016

## Stile e influenze
I personaggi che popolano i suoi racconti vengono descritti con un distacco inquietante e con una prosa sobria ed ironica, rimandando al cosiddetto realismo sporco: vite convenzionali e ordinarie, occupazioni in lavori insignificanti, cattive condizioni familiari, economiche o di salute, comportamenti autodistruttivi. 
Appassionata lettrice sin dall'infanzia, tra le letture significative include le opere di Hermann Hesse, Gabriel García Márquez, Anaïs Nin, Ernest Hemingway, James Baldwin, Charles Bukowski, Joyce Carol Oates e la rivista sperimentale Quarterly, fondata da Gordon Lish. 
Moshfegh considera la lettura del racconto di Guy de Maupassant La collana, un momento chiave nella sua formazione di lettrice e scrittrice, che l'ha portata ad amare il racconto come forma narrativa.